# متلألئة أبخازية
متلألئة أبخازية (الاسم العلمي:Luzula abchasica) هي نوع من النباتات تتبع جنس المتلألئة من الفصيلة الأسلية.